# Pierre Bergé
Pierre Bergé (Saint-Pierre-d'Oléron, isla de Oleron, Francia; 14 de noviembre de 1930-Saint-Rémy-de-Provence, Francia; 8 de septiembre de 2017) fue un empresario industrial, mecenas, editor y activista francés, más conocido por su relación con el diseñador Yves Saint Laurent, con el que fundó la marca del mismo nombre.

## Biografía
Su madre fue una soprano amateur y maestra del método Montessori y su padre un director impositivo y fanático del rugby. Bergé asistió al Lycée Eugène Fromentin en La Rochelle y en París. 
Durante su primer día en París, mientras paseaba por los Champs-Élysées, el poeta Jacques Prévert cayó sobre él mientras intentaba suicidarse. En esa época conoció y frecuentó a Mac Orlan, Cocteau, Aragon, Camus, Sartre, Breton y en 1950 conoció a Bernard Buffet, con quien vivió ocho años. En la misma década, fue de gran importancia su relación con el escritor Jean Giono y la fundación del periódico libertario Patrie Mondiale con el pacifista americano Garry Davis.
Bergé conoció a Yves Saint Laurent en 1958. Juntos lanzaron el emporio Yves Saint Laurent Couture House en 1961. En 1976 se separaron, pero siguieron como amigos y empresarios.
Días antes de la muerte de Saint Laurent en 2008, se casaron por unión civil conocida como pacte civil de solidarité (PACS). Cuando la casa de alta costura cerró, Bergé fue nombrado presidente de la fundación Pierre Bergé – Yves Saint Laurent.
Entre 1977 y 1981, dirigió el Théâtre de l'Athénée, donde produjo espectáculos de Peter Schaffer, Antoine Vitez, Claude Régy, Marguerite Duras, Peter Brook, Robert Wilson John Cage y Philip Glass. Apoyó a François Mitterrand, de quien fue amigo personal; Mitterrand lo designó presidente de la Ópera de la Bastilla en 1988, retirándose en 1994. Es presidente de la Médiathèque Musicale Mahler, del comité Jean Cocteau, y de los derechos de la obra de Jean Cocteau.
Fue activista de los derechos LGBT y de asociaciones contra el sida. En 1994 creó con Line Renaud la Sidaction. Fue embajador de la UNESCO, y en 2007 apoyó a Ségolène Royal.
La gigantesca colección de arte —con obras de Brancusi, Picasso, Goya, Cézanne, Ensor, Mondrian, Warhol, Braque y Matisse, entre otros— que poseyó junto a YSL, la remató en febrero de 2009 por más de 300 millones de euros, fondos destinados a la lucha contra el sida. Pierre Bergé fue propietario con Yves Saint-Laurent de un petit hotel en la rue de Babylone, del castillo Gabriel en Deauville y de la Villa Majorelle y el famoso Jardín Majorelle en Marrakech. 
En 2010 narró el documental Yves Saint Laurent - Pierre Bergé, L'Amour Fou de Pierre Thorrenton, donde contó su vida y relación con el modisto y el destino de la colección de arte. Es el director y financista de la revista LGBT Têtu. Patrón y concejal honorífico de la Fundación Danielle Mitterrand y de la Université d'Avignon et des Pays de Vaucluse.
Falleció el 8 de septiembre de 2017 a los 86 años de edad en Saint-Rémy-de-Provence.

## Reconocimientos
- Orden de Orange-Nassau
- Ordre national du Mérite
- Commandeur des Arts et des Lettres
- Légion d'honneur
- Ambassadeur de bonne volonté de l'UNESCO (1993).[14]
- Grand Mécène des Arts et de la Culture (2001)
- Candidato a la Académie française para suplantar a Bertrand Poirot-Delpech.

## Publicaciones
- Liberté, j'écris ton nom, Éditions Grasset & Fasquelle, 1991
- Inventaire Mitterrand, Stock, Paris, 2001
- Théâtre du Châtelet. Un festival permanent (1999-2006) de Pierre Bergé, Les Éditions Cercle d'Art, 2006
- Album Cocteau, Gallimard, Paris, 2006
- L'Art de la préface, Gallimard, Paris, 2008
- Histoire de notre collection - Pierre Bergé Yves Saint Laurent, Arlés, 2009
- Lettres à Yves, Gallimard, Paris, 2010
- Yves Saint Laurent, une passion marocaine, Editions de la Martinière, Paris, 2010
- Saint-Laurent rive gauche, la révolution de la mode, con Jéromine Savignon, 2011